# Emmanuel Anyanwu
Emmanuel Iyke Anyanwu (sinh ngày 15 tháng 11 năm 1991) là một cầu thủ bóng đá người Nigeria thi đấu ở vị trí hậu vệ cho Kano Pillars. Anh là em trai của các đồng đội cũ ở Enyimba Nnaemeka Anyanwu và Kenneth Anyanwu.

## Sự nghiệp quốc tế
Anh được triệu tập vào tháng 7 năm 2010 cho Nigeria để thi đấu giao hữu trước Hàn Quốc và có màn ra mắt trong trận đấu đó.
Anh cũng thi đấu cho Đại bàng Xanh và đội tuyển Olympic Nigeria.